# 阿部村 (岡山県)
阿部村（あぶむら）は、かつて備中国および岡山県の賀陽郡にあった村である。現在は岡山県総社市福井の南部にあたる。

## 概要
江戸時代は備中国賀陽郡に属し、旗本花房氏の高松知行所領であった。村高は、「備中至宝記」134石余、「天保郷帳」141石余、「備中村鑑」134石余、「旧高旧領」131石余。寛永備中国絵図に「あふ」とある。また、正保郷帳には安部村と記すが「あぶ」と朱で訓じている。
阿部村出身の梶野久太郎は京都に出て音律を修行して検校となり大森検校城誉と称し、1643年（寛永20年）備中國總社宮に金10両・神田一反六畝・金灯籠一対を寄付している（大森検校城誉事績写）。また、「備中一国重宝記」（1714年）、「備中高附領守付 全」（1714年）では、阿部村庄屋の名に弥市兵衛の名が存在するが、同村の神明神社に存在する1692年（元禄5年）の神札の産子総代 萩野弥市兵衛と同一人物と考えられる。その他「吉備中秘録」では庄屋の名に梶野九右衛門、「備中村鑑」（1861年）では片山清右衛門の名が見える。「薬師寺家文書」（1865年）では、庄屋に白井保左衛門の名が見える。その他、総社大明神（現・總社）の遷宮祭の役割分担をまとめた史料「備中国八田邨郷惣社大明神」では、御五色御幣の項で萩五郎左衛門の名も存在している。
「備中湛井十二箇郷用水」では、阿部胴木の胴木番に萩野仁吉の名が見える。備中国都宇郡・窪屋郡・賀陽郡の3郡にまたがる八十八ヶ所霊場めぐりの案内記「備中三郡札所案内記」（1850年）には、阿部村の友吉と都宇郡鳥羽村（現・岡山県倉敷市鳥羽）の音次郎が、願主として登場している。
1881年（明治14年）に福井村と合併して賀陽郡福井村（のち浅尾村）となった。地名の由来は、十二箇郷用水の支流「あぶ川」にちなむといわれる。